# Autobahndreieck Vulkaneifel
Autobahndreieck Vulkaneifel (AD Vulkaneifel, Dreieck Vulkaneifel) – węzeł drogowy na skrzyżowaniu autostrad A1 i A48 w kraju związkowym Nadrenia-Palatynat w Niemczech. Nazwa węzła pochodzi od powiatu, na którego terenie się znajduje.

## Położenie
Skrzyżowanie autostrad znajduje się w powiecie Vulkaneifel, na wschód od miasta Daun. Okoliczne gminy to Mehren oraz Steiningen, na których obszarze węzeł się znajduje. Większe miasta położone w regionie to Trewir (na południowy zachód) i Koblencja (na północny wschód).

## Natężenie ruchu
| Z              | Do             | Średnie dzienne natężenie ruchu |
| -------------- | -------------- | ------------------------------- |
| AS Daun (A1)   | AD Vulkaneifel | 11 600                          |
| AD Vulkaneifel | AS Mehren (A1) | 23 200                          |
| AD Vulkaneifel | AS Ulmen (A48) | 22 400                          |